# 六和路 (大寮區)
六和路（Liuhe Rd.）是高雄市大寮區西邊的東西向主要道路，本道路為台88線高架橋下平面側車道，編號市道188號。連結鳳山區過埤、五甲地區及大寮區內坑。起端於鳳山、大寮區交界銜接過埤路，末端續接內坑路至屏東縣。是高雄市、屏東縣兩地之間往來重要的東西向快速公路橋下路段之一。

## 行經行政區域
- 大寮區

## 沿線設施
（由西至東）
- 台88線
- 法務部矯正署高雄女子監獄

## 外部連結
- 交通部公路總局（页面存档备份，存于）